# Стивен Тајлер
Стивен Тајлер (енгл. Steven Tyler; Менхетн, 26. март 1948), рођен као Стивен Виктор Таларико (енгл. Steven Victor Tallarico) је амерички кантаутор, мулти-инструменталиста, и бивши судија на музичким такмичењима, а најпознатији је као певач Бостонског рок бенда Аеросмит, у коме такође свира усну хармонику, а повремено и клавир и удараљке. Он је познат као "Вриштећи Демон" због његових високих крика и широког гласовног распона. Он је такође познат по својим акробацијама на сцени. Током својих енергичних наступа, Тајлер је обично обучен у светле, шарене костиме са његовим заштитним знаком, шаловима који му висе са микрофонског сталка.

## Биографија
Током 1970е, Тајлер је постао познат као певач Аеросмита, са којом је издао славне хард рок албуме, као што су што Toys in the Attic и Rocks, заједно са низом хит синглова, укључујући "Dream On", "Sweet Emotion", и "Walk This Way". У касним 1970-им и раних 1980-им, Тајлер је имао тешку зависност дроге и алкохола, а популарност бенда слабила. Тајлер и Џо Пери, колега из бенда, постао је познат као "Токсични Близанци" због њихове злоупотребе дрога. 1986, Тајлер је завршио одвикавање од дрога и Аеросмиту је поново порасла популарност када се се Тајлер и Пери придружили Run–D.M.C. на римејку класичне Аеросмит песме "Walk This Way", која је постала Топ 5 хит. Аеросмит је потом имао изузетан повратак са вишеструко платинастим албумом Permanent Vacation, , . и , које су добили у комбинацији са тринаест Топ 40 синглова и освојио бројне награде. За то време, бенд је започео своју најдужу и најобимнију концертну турнеју, на којој су промовисали своје синглове са концептуалним музичким спотовима, и направили су запажене наступе на телевизији, филму и видео играма. У светлу овог успеха, Тајлер се издвојио као једна од најтрајнијих рок икона. Од касних 1980-их, он је започео неколико самосталних подухвата, укључујући гостовања на пројектима других уметника (рад са разноврсним уметницима као што су Алис Купер, Мотли Кру, Сантана, Пинк и Кит Андерсон), филмских и ТВ улога (укључујући појављивање као судија на Америчком идолу и неколико pojavqivawa и гостовања у другим програмима и филмовима), био аутор бестселер књиге (Does the Noise in My Head Bother You?: A Rock 'n' Roll Memoir), и соло рада (укључујући Топ 40 хит сингл "(It) Feels So Good" 2011). Тензија са члановима бенда кувала током 2009. и 2010. након што је пао са бине на концерту, имао проблема са лековима на рецепт (од којих је успешно лечен 2009), и прикључио се Америчком идолу без знања чланова бенда. Тајлер је наставио да снима и наступа са Аеросмитом, после више од 45 година у бенду. У мају 2015, Тајлер објавио кантри сингл "Love is Your Name"; његов деби соло албум се очекује почетком 2016.
Тајлер је укључен на Ролинг стоун листу „100 највећих певача”. Он је на 3. месту на Hit Parader листи „Топ 100 Метал вокалиста свих времена”. 2001. био је примљен у Рокенрол кућу славних са Аеросмитом, а 2013. Тајлер и његов партнер у писању песама Џо Пери су добили награду АСЦАП фаундерс и били примљен у „Кућу славних текстописаца”.